# Oblast Modrých hor
Oblast Modrých hor (The Greater Blue Mountains Area) je chráněná oblast o rozloze asi 10 300 km2 v jihovýchodní Austrálii. Je vzdálená asi 60 až 180 km od australského pobřeží a města Sydney.

## Popis
Tato oblast je jednou z drsných náhorních plošin, strmých skal, hlubokých a nepřístupných údolí řek a jezer, překypující životem. Vzácné rostliny a živočichové, kteří žijí v tomto přírodním místě, vyprávějí neobyčejný příběh australského starověku, jeho rozmanitosti života. Je to příběh o vývoji unikátní australské eukalyptové vegetace a jejích přidružených komunit, rostlin a živočichů.
Oblast Velkých Modrých hor pokrývá asi 10 300 kilometrů čtverečních převážně lesnaté krajiny na pískovcové plošině asi 60 až 180 kilometrů do vnitrozemí od Sydney. Součástí areálu je přírodní rezervace obrovské rozlohy, která odpovídá téměř jedné třetině Belgie, nebo dvojnásobku velikosti Bruneje.
Nazývá se „Modré hory“ proto, že když atmosférická teplota stoupá, esenciální olej z různých druhů eukalyptů se odpařuje a rozptýlí ve vzduchu, pak viditelné modré spektrum slunečního záření se šíří více než jiné barvy. Proto se krajina od hor zdá pro lidské oko modrá.
Území, které zahrnuje osm chráněných oblastí ve dvou zástavbou oddělených blocích, se skládá ze sedmi významných národních parků, stejně jako slavné krasy Chráněné rezervace jeskyní Jenolan. Jedná se o Národní park Modré hory, Národní park Araucariaceae, Národní park Yeng, Národní park Nattar, Národní park Kanangra-Boyd, Národní park Gardens of Stone a Národní park Thirlmerejezer.
V této oblasti nejsou hory v obvyklém slova smyslu, ale popisuje se jako hluboce vykrajované pískovcové plošiny stoupající od méně než 100 metrů nad mořem do 1300 metrů nad mořem v nejvyšším bodě. K vidění jsou čedičové výchozy na vrcholcích hřebenů. Plošiny jsou utvořeny tak, že umožnily přežití velké rozmanitosti rostlinného a živočišného života tím, že poskytují útočiště před klimatickými změnami během nedávné geologické historie. To je zvláště významné pro široké a vyvážené zastoupení eukalyptových stanovišť mokrých a suchých sklerofilů, roztroušených vřesovišť, stejně jako místy bažiny, mokřady a travní porosty. Devadesát jedna druhů eukalyptů (třináct procent z celkového počtu na světě) se vyskytuje v porostu Modrých hor. O dvanácti z nich se předpokládá, že se vyskytují pouze v pískovcové oblasti Sydney.

## Vegetace

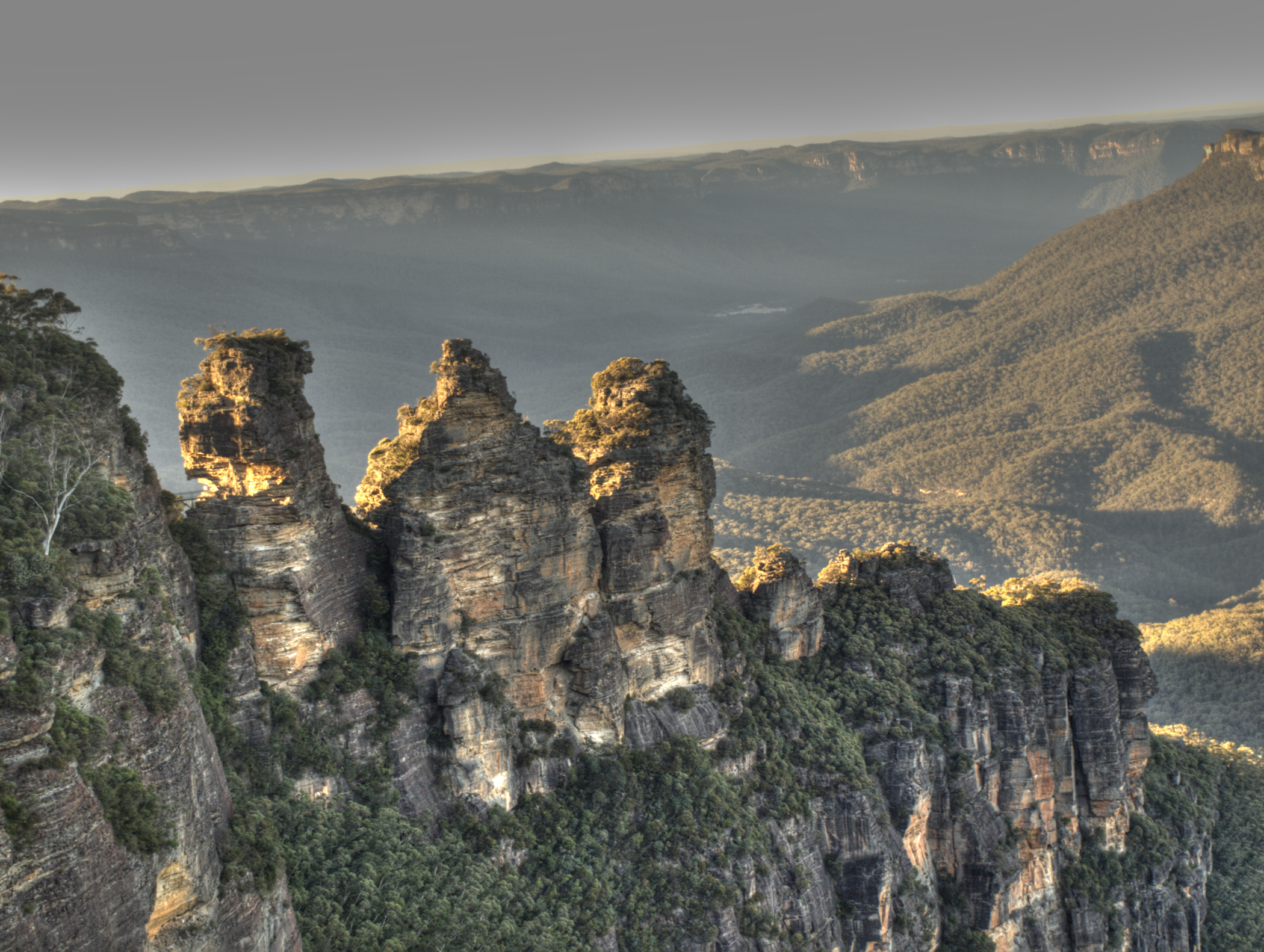
Tři Sestry, Národní park Modré hory
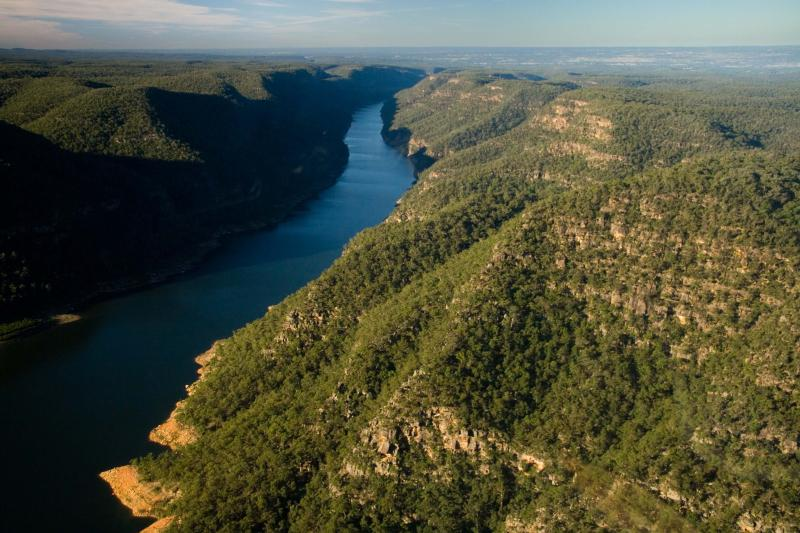
Jezero Burragorang
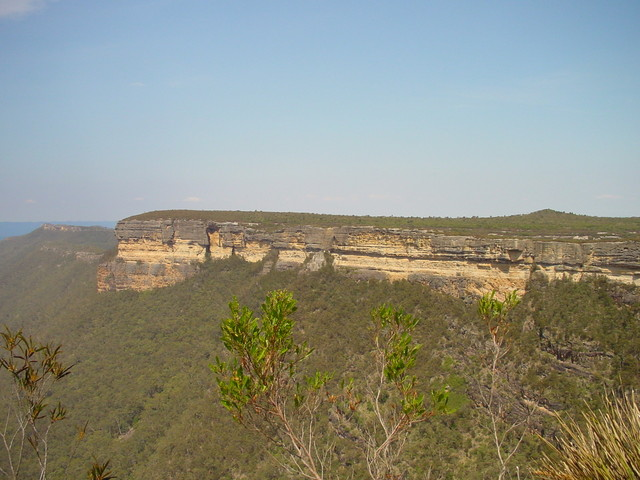
Stěny Kanangra v Národním parku Kanangra-Boyd
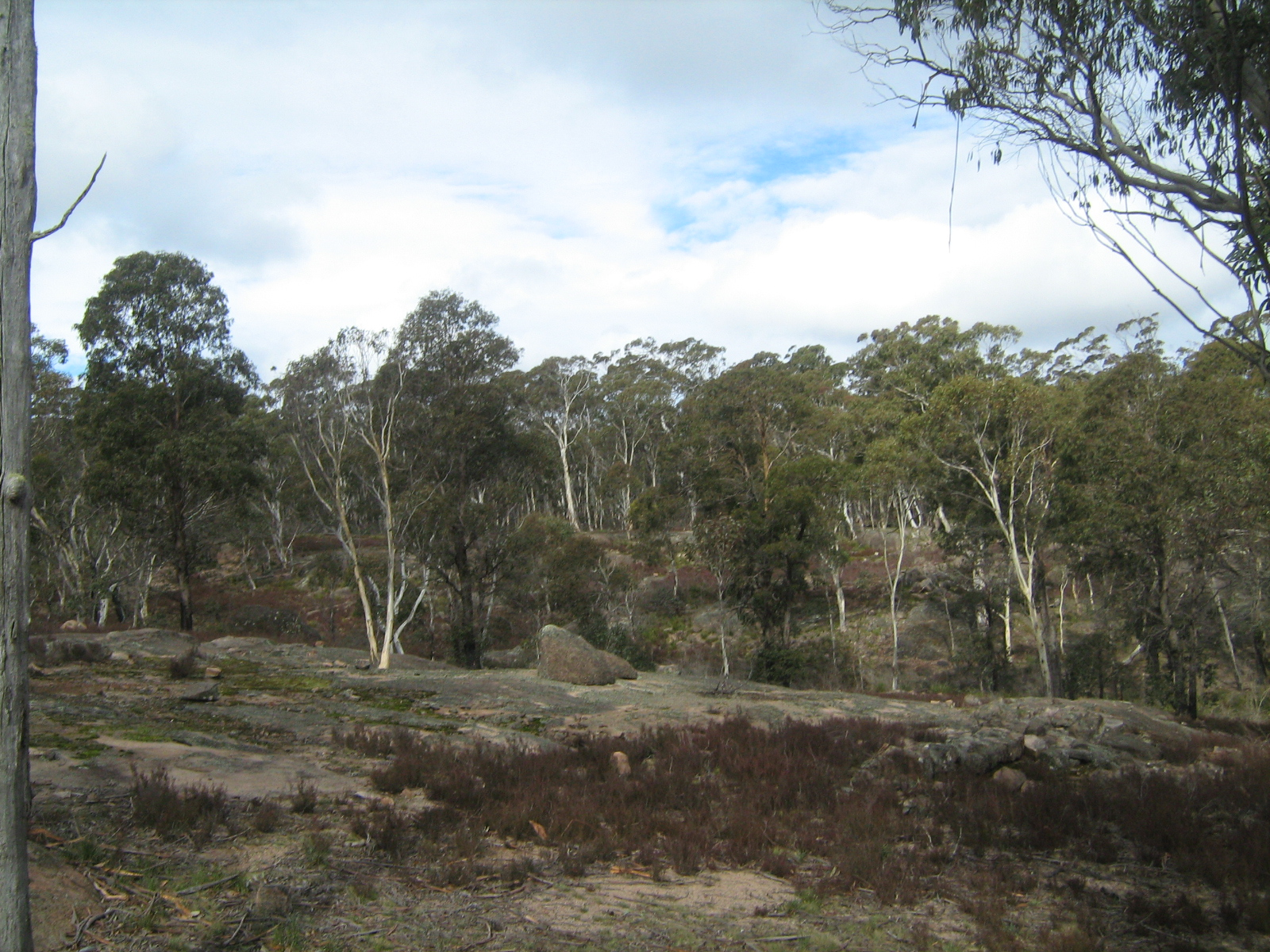
Les u řeky Boyd
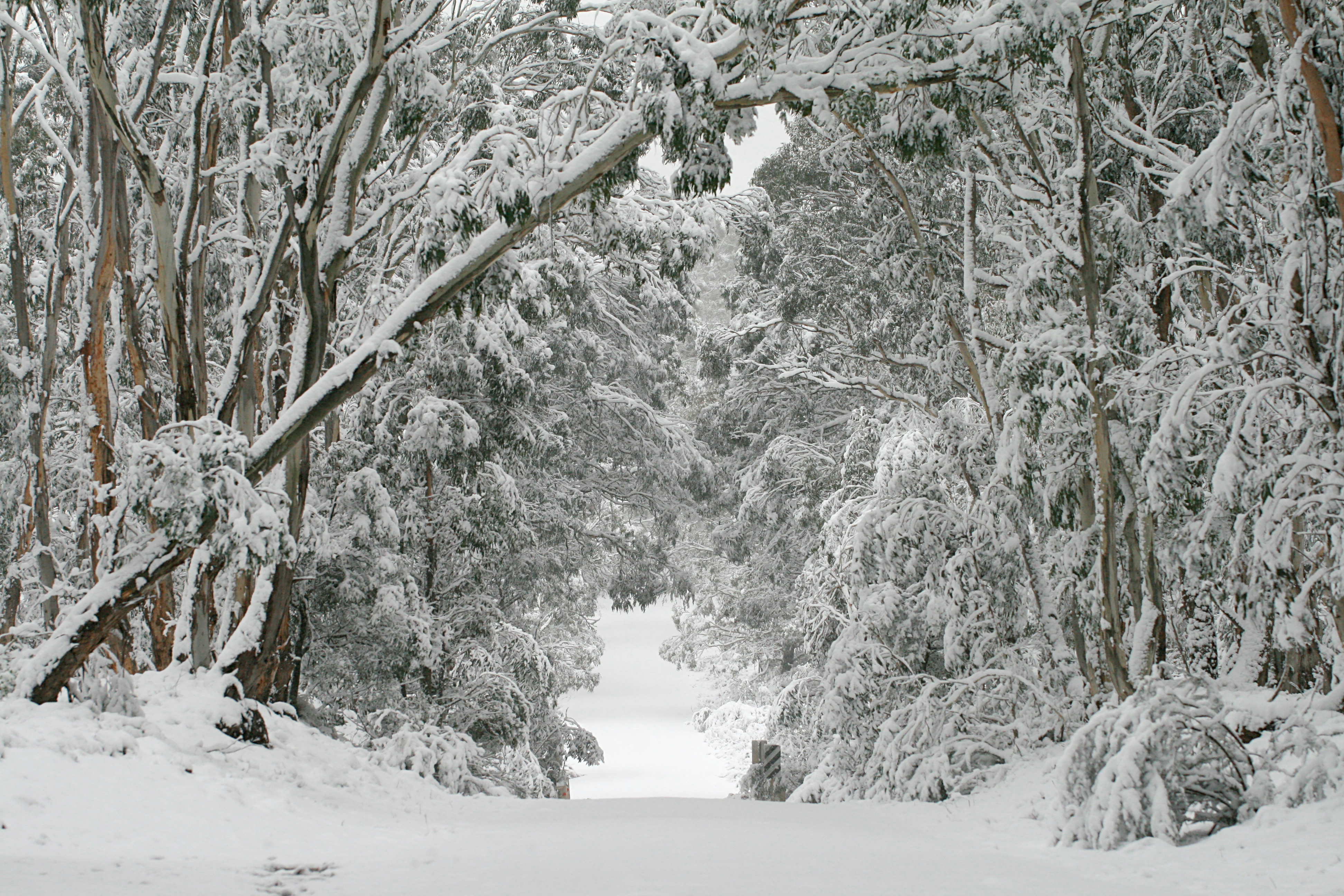
Zimní tábořiště na řece Boyd (Národní park Kanangra-Boyd)

Tato oblast byla popsána jako přírodní laboratoř pro studium evoluce eukalyptu. Největší oblast vysoké rozmanitosti eukalyptů na kontinentě se nachází v jihovýchodní části Austrálie. Oblast Velkých Modrých hor obsahuje hodně z této eukalyptové rozmanitosti.
Stejně jako podpora tak významný podíl světových druhů eukalyptů, oblast poskytuje příklady rozsahu strukturálních adaptací eukalyptů v australském prostředí. Ty se liší od vysokých lesích na okraji nebo v deštném pralese v hlubokých údolích, prostřednictvím otevřených lesů a lesů, až po zakrslé v horách.
Kromě svých jedinečných eukalyptů, Oblast Větších modrých hor také obsahuje starověké,reliktní druhy globálního významu. Nejznámější z nich je nedávno objevená Wolemie vznešená (Wollemia nobilis), „žijící fosilie“ sahající až do věku dinosaurů. Myslel k byli zaniklé po miliony let, těch pár přežívajících starých stromů tohoto druhu jsou známy pouze z tří malých populacích nacházejících se v odlehlých a nepřístupných roklin v této oblasti. Wolemie vznešená je jedním z nejvzácnějších druhů na světě.

## Fauna

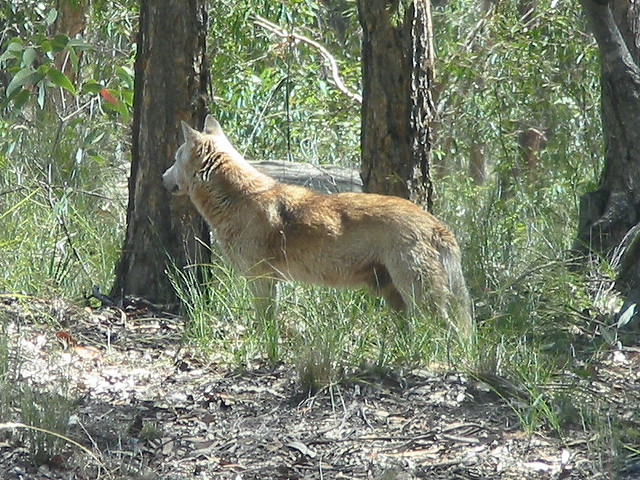
Dingo (Canis dingo) v Národním parku Yengo
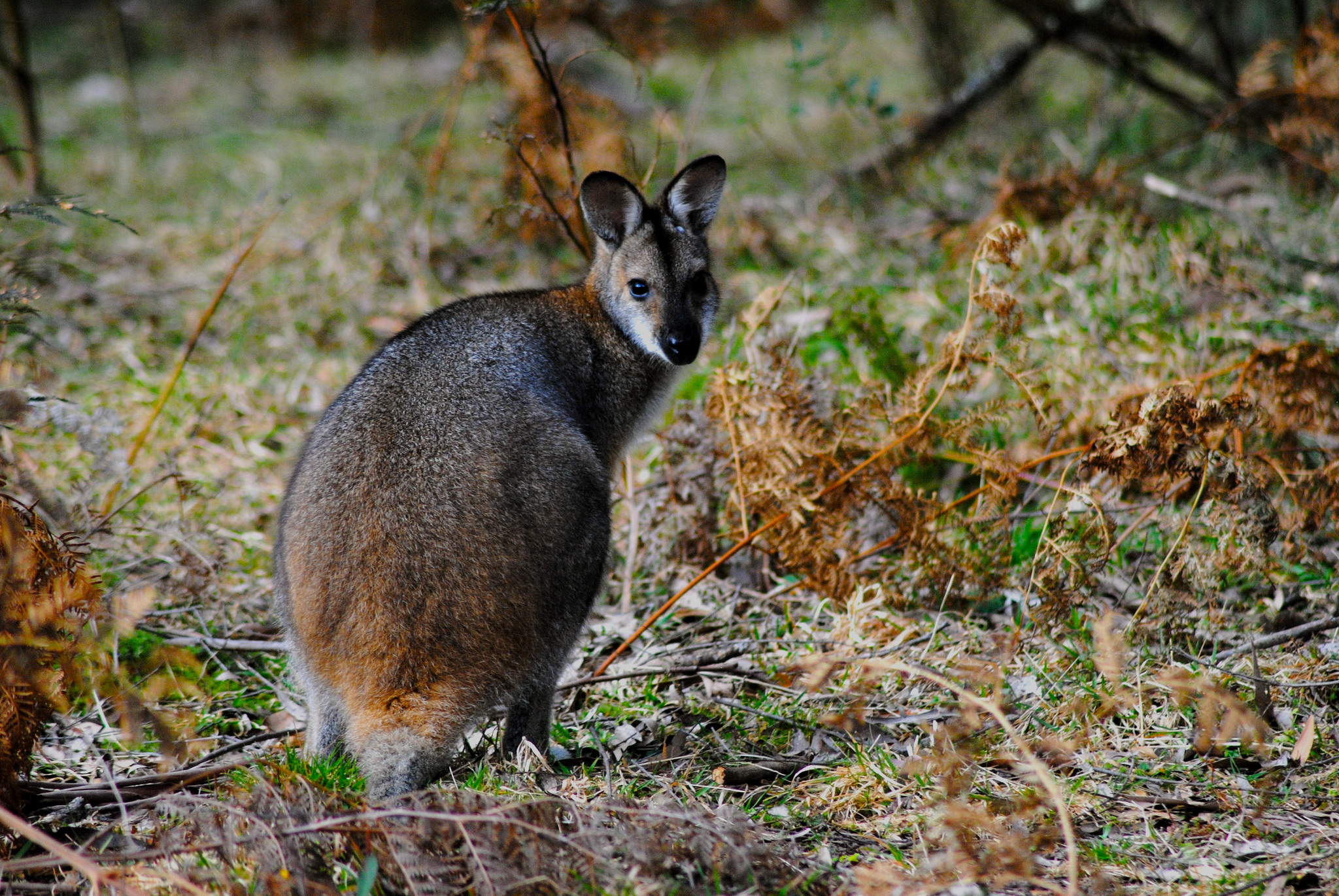
Klokan rudokrký (Macropus rufogriseus) v Modrých Horách
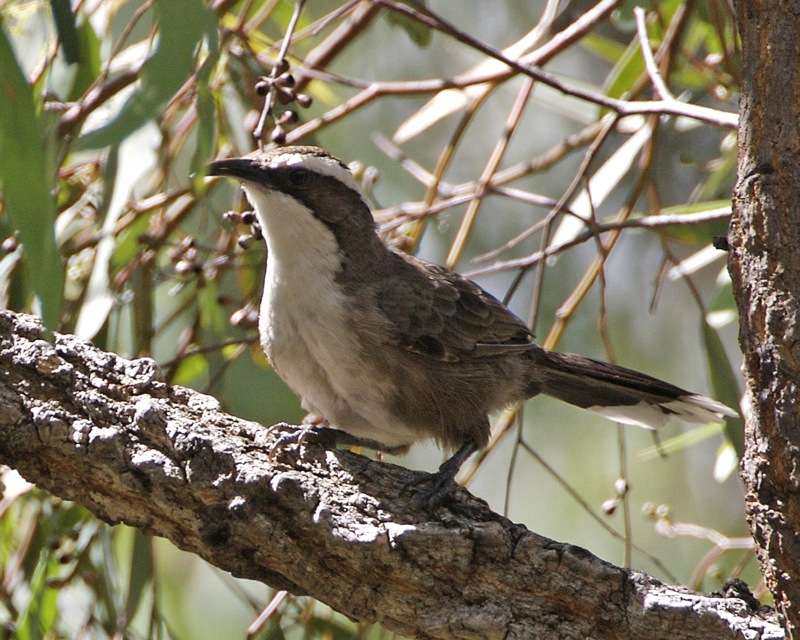
Timáliovec hnědý (Pomatostomus superciliosus)

Více než 400 různých druhů zvířat žije v drsných soutěskách a náhorních plošinách v Modrých horách. Patří mezi ohrožené nebo vzácné chráněné druhy, jako je kunovec velký (Dasyurus maculatus), koala medvídkovitý (Phascolarctos cinereus), vakoveverka žlutobřichá (Petaurus australis) a klokánek krysí (Potorous tridactylus) stejně jako vzácní plazi a obojživelníci, včetně rosnice zlaté (Litoria aurea).
Největším dravcem této oblasti je dingo (Canis dingo). Tito divocí psi loví klokana obrovského (Macropus giganteus) a další kořist.
Čím větší region Modré hory byl identifikován podle BirdLife International jako významné ptačí území (IBA), protože podporuje vysoký podíl celosvětové populace střízlikovce skalního (Origma solitaria) rozsahem omezené stejně jako počet kusů lejsčíka ohnivého (Petroica phoenicea), amadinu diamantovou (Stagonopleura guttata) a střízlikovce lyrochvostého (Pycnoptilus floccosus). Ohrožená medosavka žlutočerná (Anthochaera phrygia) je zde vidět běžně. Je to také migrační zastávka pro medosavku maskovou (Caligavis chrysops).

## Seznam UNESCO
Oblast Modrých hor byla jednomyslně přidána do seznamu světového dědictví UNESCO dne 29. listopadu 2000. Stala se tak čtvrtým zápisem v Novém Jižním Walesu. Oblast zahrnuje zhruba 10,300 čtverečních kilometrů, včetně Blue Mountains, Kanangra-Boyd, Araucariaceae, Gardens of Stone, Yeng, Nattar a Národní park Jezera Thirlmere, s krasovou jeskyní Jenolan. Nárazová zóna 86,200 ha (213,000 akrů) leží mimo chráněné oblasti.

## Významná všeobecná hodnota
Oblast Modrých hor je hluboce vyříznutá pískovcová plošina, která zahrnuje 1,03 milionu hektarů krajiny, která dominuje eukalyptem, jen z vnitrozemí Sydney, největšího australského města v jihovýchodní Austrálii. Šíří přes osm přilehlých chráněných rezervací, představuje jednu z největších a nejnepatrnějších oblastí chráněných buší v Austrálii. Podporuje také výjimečné zastoupení taxonomické, fyziognomické a ekologické rozmanitosti, kterou vyvinuly eukalypty: vynikající ilustrace vývoje rostlinného života. V této oblasti se také vyskytuje řada vzácných a endemických taxonů, včetně reliktní flóry, jako borovice wollemia vznešená. Průběžný výzkum nadále odhaluje bohatou vědeckou hodnotu této oblasti, jelikož se objevují další druhy.
Geologie a geomorfologie oblasti, která zahrnuje 300 metrové útesy, kaňony a vodopády, poskytuje fyzické podmínky a vizuální pozadí pro podporu těchto vynikajících biologických hodnot. Prostor zahrnuje velké plochy s přístupnou divočinou v těsné blízkosti 4,5 milionu lidí. Jeho výjimečné hodnoty biologické rozmanitosti doplňují řada dalších, včetně kulturních hodnot domorodé a poevropského osídlení, biodiversity, produkce vody, divočiny, rekreace a přírodních krás.